# اسکورن (بازی ویدئویی)
اسکورن (انگلیسی: Scorn) یک بازی ویدئویی اول شخص در ژانر ترس و بقا می باشد که در سال ۲۰۲۲ برای مایکروسافت ویندوز، ایکس‌باکس سری اکس و سری اس منتشر شد.همچنین قرار است در تاریخی نامعلوم در ۲۰۲۳ برای پلی استیشن ۵ منتشر شود.
داستان بازی بعد از یک جنگی ویرانگر است که فردی ناشناس بیدار میشود و سعی بر رسیدن به برجی در دور دست‌ها به اسم the crater دارد که او را به سوی روشنایی می رساند.در عبور از تاسیسات هنگامی که به قلب میرسد باعث ترکیدن رگ های قلب میشود و ظاهرا قهرمان داستان بیهوش میشود.در حالی که موجودی مشابه قهرمان بیدار میشود و از ساختار پوسته تخم مرغی در جای دیگر بیدار میشود و به سوی دهانه ای پر از موجودات متخصام روانه میشود.